# Dubai Challenge Cup
Dubai Challenge Cup znany również jako Dubai Football Challenge – międzynarodowy towarzyski klubowy turniej piłkarski rozgrywany od 2007 roku w mieście Dubaj (Zjednoczone Emiraty Arabskie) i organizowany przez Mohammeda bin Rashid Al Maktouma - wiceprezydenta i premier ministra ZEA oraz emira Dubaju. W turnieju mogli występować również reprezentacje narodowe. W pierwszych dwóch edycjach turnieju rozgrywano cztery mecze pomiędzy 4 zespołami a następne edycje składały się tylko z finału.

## Finały
| Edycja | Rok  | Finał        | Finał        | Finał               | Trzecie miejsce              | Trzecie miejsce | Trzecie miejsce |
| Edycja | Rok  | Zwycięzca    | Wynik        | Finalista           | 3. miejsce                   | Wynik           | 4. miejsce      |
| ------ | ---- | ------------ | ------------ | ------------------- | ---------------------------- | --------------- | --------------- |
| I      | 2007 | Hamburger SV | -            | Iran                | Zjednoczone Emiraty Arabskie | -               | VfB Stuttgart   |
| II     | 2008 | Hamburger SV | -            | CR Vasco de Gama    | Zjednoczone Emiraty Arabskie | -               | Chiny           |
| III    | 2009 | AC Milan     | 1:1 (k. 4:3) | Hamburger SV        | -                            | -               | -               |
| IV     | 2011 | AC Milan     | 2:1          | Al-Ahli Dubaj       | -                            | -               | -               |
| V      | 2012 | AC Milan     | 1:0          | Paris Saint-Germain | -                            | -               | -               |
| VI     | 2014 | AC Milan     | 4:2          | Real Madryt         | -                            | -               | -               |

## Statystyki
| Lp.  | Klub                | Zdobywca | Finalista | Lata triumfów    |
| ---- | ------------------- | -------- | --------- | ---------------- |
| 1.   | AC Milan            | 3        | 0         | 2009, 2011, 2012 |
| 2.   | Hamburger SV        | 2        | 1         | 2007, 2008       |
| 3-6. | Iran                | 0        | 1         |                  |
|      | CR Vasco de Gama    | 0        | 1         |                  |
|      | Al-Ahli Dubaj       | 0        | 1         |                  |
|      | Paris Saint-Germain | 0        | 1         |                  |